# Linda Fruhvirtová
Linda Fruhvirtová (nació el 1 de mayo de 2005) es una tenista profesional de la República Checa.
Fruhvirtová tiene un ranking de individuales WTA más alto de su carrera, n.º 49, logrado el 26 de junio de 2023. También fue n.º 249 en dobles, logrado el 6 de febrero de 2023.
Fruhvirtová hizo su debut en el cuadro principal de la WTA en el Abierto de Praga 2020, recibiendo wildcards en los cuadros de individuales y dobles. En marzo de 2021, recibió un wildcard para la clasificación del Miami Open 2021, donde fue derrotada en la primera ronda por la serbia Nina Stojanović. En abril, también recibió un wildcard para el cuadro principal en el WTA 250, MUSC Health Women's Open 2021 en Charleston, donde ganó su primer partido de individuales de la WTA cuando Alize Cornet se retiró en el tercer set. En este torneo llegó por primera vez a los cuartos de final.
A partir del 19 de abril de 2021, Linda, con solo 15 años, fue la jugadora más joven en las 400 mejores clasificaciones de la WTA. Tiene una hermana menor, Brenda Fruhvirtová (nacida en 2007), que también es jugadora de tenis.

## Títulos WTA (1; 1+0)

### Individual (1)
| Leyenda              |
| -------------------- |
| Grand Slam (0)       |
| Juegos Olímpicos (0) |
| WTA Finals (0)       |
| WTA 1000 (0)         |
| WTA 500 (0)          |
| WTA 250 (1)          |

| N.º | Fecha                    | Torneo  | Superficie | Oponente en la final | Resultado     |
| --- | ------------------------ | ------- | ---------- | -------------------- | ------------- |
| 1.  | 18 de septiembre de 2022 | Chennai | Dura       | Magda Linette        | 4-6, 6-3, 6-4 |